# Число Багнольда
Число Багнольда ({\displaystyle \mathrm {Ba} }) — критерій подібності, використовуваний в гідродинаміці зависей, що визначає співвідношення між взаємодією зважених частинок і в'язким тертям. Названо на честь британського геолога Ральфа Багнольда. Визначається одним із наступних способів::
{\displaystyle \mathrm {Ba} ={\frac {m}{2L\eta }}{\frac {dv}{dz}}}
або
{\displaystyle \mathrm {Ba} ={\frac {{\sqrt {\lambda }}\rho d^{2}}{\eta }}{\frac {dv}{dz}},}
де
- {\displaystyle {\frac {dv}{dz}}} — градієнт швидкості зсуву;
- {\displaystyle \eta } — динамічна в'язкість рідини;
- {\displaystyle \rho } — густина частинки суспензії;
- {\displaystyle d} — діаметр частинки суспензії;
- {\displaystyle L} — характеристична довжина;
- {\displaystyle m} — маса частинки суспензії;
- {\displaystyle \lambda =\left({\sqrt[{3}]{\frac {C_{0}}{C}}}-1\right)^{-1}} — коефіцієнт лінійної концентрації;
- {\displaystyle C} — концентрації частинок;
- {\displaystyle C_{0}} — концентрації частинок при {\displaystyle \lambda \rightarrow \infty }.

Число Багнольда визначає характер перебігу рідини зі зваженими у ній частинками. При {\displaystyle \mathrm {Ba} <40} частинки суспензії майже не впливають на течію рідини, а при{\displaystyle \mathrm {Ba} >450} починають позначатися зіткнення частинок і течія набуває особливого характеру.